# Hydrocyphon bicolor
Hydrocyphon bicolor es una especie de coleóptero de la familia Scirtidae.

## Distribución geográfica
Habita en Laos.